# Dustin-Insel
Die Dustin-Insel ist eine 30 km lange Insel vor der Eights-Küste des westantarktischen Ellsworthlands. Sie liegt 24 km südöstlich des Kap Annawan auf der Thurston-Insel und stellt die südöstliche Begrenzung der Seraph Bay dar. Im westlichen Teil der Nordküste der Dustin-Insel befindet sich der Ehlers Knob, ein kleiner, vereister Hügel.
Entdeckt wurde sie vom US-amerikanischen Polarforscher Richard Evelyn Byrd, Leiter der United States Antarctic Service Expedition (1939–1941), bei einem Überflug am 27. Februar 1940. Byrd benannte die Insel nach Frederick G. Dustin (1910–1987), einem Mitglied der zweiten Antarktisexpedition Byrds (1933–1935) und Mechaniker bei der United States Antarctic Service Expedition.